# Caryocolum tischeriella
Caryocolum tischeriella – gatunek motyla z rodziny skośnikowatych i podrodziny Gelechiinae. Zamieszkuje Palearktykę od Półwyspu Iberyjskiego po Syberię i Azję Środkową.

## Taksonomia
Gatunek opisany został po raz pierwszy w 1839 roku przez Philippa Christopha Zellera pod nazwą Gelechia tischeriella. Jako miejsce typowe wskazano okolice Drezna. W 1870 roku Hermann von Heinemann przeniósł ów gatunek do rodzaju Lita. W 1925 roku Edward Meyrick umieścił go w rodzaju Phthorimaea. W 1953 roku Josef Wilhelm Klimesch przeniósł go do rodzaju Gnorimoschema. W 1958 roku w obrębie tegoż rodzaju wyróżniony przez Františka Gregora Jr i Dalibora Povolnego został podrodzaj Gnorimoschema (Caryocolum), do którego trafił omawiany takson. Do rangi rodzaju Caryocolum wyniósł ów podrodzaj w 1958 roku László Anthony Gozmány.
W 1988 roku Peter Huemer przy okazji rewizji rodzaju Caryocolum na podstawie morfologicznej analizy kladystycznej zaliczył C. tischeriella do monotypowej grupy gatunków tischeriella.

## Morfologia
Obie płcie osiągają od 5 do 6 mm długości skrzydła przedniego.
Głowa jest wypukła, ciemnoszara z białym czołem i lśniącym ciemieniem. Czułki są pozbawione grzebykowania. Głaszczki wargowe są odgięte, trójczłonowe, ciemnobrązowe z białą grzbietową powierzchnią wierzchołka drugiego członu. Aparat gębowy ma ponadto dobrze wykształconą, prawie tak długą jak głaszczki wargowe ssawkę oraz czteroczłonowe głaszczki szczękowe.
Tułów ma barwę pomarańczowobrązową. Tegule są pomarańczowobrązowe z ciemnobrązowymi nasadami. Przednie skrzydła mają tło czarniawobrązowe z szarobrązową krawędzią grzbietową. Biały wzór na nim jest wyraźnie zaznaczony i obejmuje mały pasek w ⅕ długości, plamkę środkową oraz zwykle oddzielone plamki kostalną i tornalną.
Genitalia samca mają szeroką u podstawy i gwałtownie zwężoną w długi wyrostek palcowaty o zakrzywionym szczycie walwę, szeroki pośrodku i spiczasto zwieńczony sakulus, długi sakus, długi, smukły i nieco zakrzywiony edeagus z licznymi drobnymi cierniami na wierzchołku. Tylna krawędź szerokiego winkulum ma słabe wcięcie środkowe i parę wyrostków bocznych.
Odwłok samicy ma ósmy segment pozbawiony wyrostków, zaopatrzony w parę wąskich fałdów brzusznobocznych. Przedsionek genitaliów jest krótki, lejkowaty, sięgający wierzchołków gonapofiz przedniej pary. Przewód torebki kopulacyjnej ma w części tylnej parę długich sklerotyzacji bocznych, do których przyrasta odsiebna część przedsionka. Korpus torebki kopulacyjnej ma znamię w postaci przeciętnych rozmiarów haka.

## Ekologia i występowanie
Gąsienice są monofagicznymi fitofagami, żerującymi na lepnicy zwisłej. Klują się jesienią i są stadium zimującym. Okres ich żerowania rozciąga się od początku maja do końca czerwca. Są foliofagami. Gąsienica oplata oprzędem dwa liście i zgryza ich zwrócone ku sobie powierzchnie. Przepoczwarczenie zachodzi w glebie. Postacie dorosłe latają od środka czerwca do końca sierpnia.
Owad palearktyczny. W Europie znany jest z Portugalii, Hiszpanii, Francji, Niemiec, Szwajcarii, Austrii, Włoch, Szwecji, Norwegii, Finlandii, Estonii, Łotwy, Litwy, Czech, Słowacji, Węgier, Rumunii, Bułgarii, Słowenii, Chorwacji, Serbii, Czarnogóry, Macedonii Północnej, Grecji i europejskiej części Rosji. Poza tym podawany jest z Afryki Północnej, południowej Syberii oraz Azji Środkowej.